# David Balam
| Odkryte planetoidy: 57  | Odkryte planetoidy: 57 |
| ----------------------- | ---------------------- |
| (4789) Sprattia         | 20 października 1987   |
| (6532) Scarfe           | 4 stycznia 1995        |
| (7886) Redman           | 12 sierpnia 1993       |
| (11955) Russrobb        | 8 lutego 1994          |
| (20106) Morton          | 20 sierpnia 1995       |
| (29348) Criswick        | 28 marca 1995          |
| (39791) Jameshesser     | 13 sierpnia 1997       |
| (48774) Anngower        | 10 sierpnia 1997       |
| (54411) Bobestelle      | 3 czerwca 2000         |
| (60622) Pritchet        | 30 marca 2000          |
| (81915) Hartwick        | 15 lipca 2000          |
| (100416) Syang          | 2 lutego 1996          |
| (100596) Perrett        | 9 sierpnia 1997        |
| (150145) Uvic           | 23 stycznia 1996       |
| (154660) Kavelaars      | 29 marca 2004          |
| (157194) Saddlemyer     | 21 sierpnia 2004       |
| (168358) Casca          | 24 lutego 1996         |
| (197856) Tafelmusik     | 21 sierpnia 2004       |
| (202740) Vicsympho      | 11 czerwca 2007        |
| (217670) 1998 UQ6       | 22 października 1998   |
| (241090) Nemet          | 23 października 2006   |
| (246238) Crampton       | 5 września 2007        |
| (255703) Stetson        | 25 sierpnia 2006       |
| (256550) 2007 LV14      | 11 czerwca 2007        |
| (262002) 2006 QE57      | 23 sierpnia 2006       |
| (273987) Greggwade      | 11 czerwca 2007        |
| (288478) Fahlman        | 16 marca 2004          |
| (289314) Chisholm       | 30 września 2003       |
| (292051) Bohlender      | 14 września 2006       |
| (293878) Tapping        | 30 września 2003       |
| (304233) Majaess        | 14 września 2006       |
| (308825) Siksika        | 14 września 2006       |
| (314988) Sireland       | 13 grudnia 2006        |
| (315012) Hutchings      | 20 stycznia 2007       |
| (315186) Schade         | 11 czerwca 2007        |
| (325973) Cardinal       | 13 grudnia 2006        |
| (332324) Bobmcdonald    | 12 grudnia 2006        |
| (345842) Alexparker     | 12 czerwca 2007        |
| (350185) Linnell        | 3 czerwca 2006         |
| (352102) 2007 AG12      | 13 stycznia 2007       |
| (353349) 2010 VT103     | 9 września 2007        |
| (356450) 2010 XF85      | 11 czerwca 2007        |
| (358376) Gwyn           | 13 grudnia 2006        |
| (359945) 2012 AR8       | 12 czerwca 2007        |
| (362793) Suetolson      | 23 sierpnia 2006       |
| (378204) Bettyhesser    | 26 grudnia 2006        |
| (380480) Glennhawley    | 16 grudnia 2003        |
| (381260) Ouellette      | 11 października 2007   |
| (383417) DAO            | 23 października 2006   |
| (402920) Tsawout        | 7 października 2007    |
| (414026) Bochonko       | 11 czerwca 2007        |
| (423097) Richardjarrell | 16 grudnia 2003        |
| (427695) Johnpazder     | 16 marca 2004          |
| (428347) 2007 LR30      | 11 czerwca 2007        |
| (475802) Zurek          | 13 grudnia 2006        |
| (516560) Annapolisroyal | 12 grudnia 2006        |
| (612163) Thelowes       | 3 czerwca 2000         |
| 1.                      |                        |

David D. Balam – kanadyjski astronom. 
Pracuje na Wydziale Fizyki i Astronomii University of Victoria w Kolumbii Brytyjskiej oraz podległym tej uczelni Dominion Astrophysical Observatory w Saanich.
Odkrył 57 planetoid, w tym 55 samodzielnie. Do jego odkryć należą m.in. (150145) Uvic, nazwana na cześć University of Victoria, a także (197856) Tafelmusik, której nazwa pochodzi od kanadyjskiej barokowej orkiestry Tafelmusik Baroque Orchestra, występującej w Toronto.
Jego imieniem nazwano planetoidę (3749) Balam, a także kometę Zhu-Balama, którą odkrył niezależnie od chińskiego astronoma Gin Zhu.